# OMG! Ubuntu!
OMG! Ubuntu! ist ein bekanntes englischsprachiges Blog rund um die Linux-Distribution Ubuntu. OMG! Ubuntu! wurde im August 2009 veröffentlicht.
Ursprünglich wurde Blogger.com zur Verwaltung der Website verwendet. Der Blog wechselte allerdings im Zuge einer Neugestaltung auf das Content-Management-System WordPress.

## Format
Das Blog informiert über aktuelle Neuigkeiten zu Ubuntu und veröffentlicht Interviews mit Schlüsselpersonen in der Linux-Gemeinde wie Jono Bacon, Linus Torvalds und Jeff Waugh.

## Reichweite
Medien wie Pro-Linux, Heise online und derStandard.at beziehen sich unter anderem auf das Blog, das oft als einer der ersten Nachrichtenquellen über neue Informationen zu Ubuntu berichtet.
Am 25. Februar 2017 um 15:20 Uhr hatte die Seite einen globalen Alexa Rank von 14.429.
Nach Aussage des Betreibers Joey-Elías Sneddon am 24. Mai 2011 hat die Website 3 Millionen Seitenaufrufe im Monat.